# Château de Gifu
Le château de Gifu (岐阜城, Gifu-jō) est un château implanté au sommet du mont Kinka, dans la commune de Gifu. Il fut construit en 1201 par la famille Nikaido pendant la période Kamakura.

## Historique
D'abord appelé « château Inabayama », le château de Gifu est passé entre de nombreuses mains. Bien que considéré comme un château imposant, il fut pris par seulement seize hommes.
Un certain Takenaka Hanbei vint au château pour rendre visite à son frère malade : en réalité, il venait pour assassiner Saitō Tatsuoki, le seigneur du château. Quand Hanbei le frappa, Tatsuoki fut très surpris ; il imagina qu'une armée ennemie attaquait son château et s'enfuit. C'est ainsi qu'Hanbei prit le château sans difficulté.
Plus tard, Hanbei décida de rendre simplement le château à Tatsuoki. Mais celui-ci avait perdu une part importante de sa réputation et de son honneur à cause de sa couardise lors de la prise du château. Quand Oda Nobunaga attaqua à son tour, beaucoup d'hommes de Tatsuoki prirent la fuite, se souvenant de la lâcheté de leur chef. Après cette victoire facile, Nobunaga agrandit le château et y installa son commandement.
Nobunaga décida de changer le nom du château en « Gifu », suivant l'exemple d'anciennes pratiques chinoises. Nobunaga rénova le château et le rendit bien plus impressionnant. Luis Frois, un missionnaire jésuite réputé du Portugal, fut personnellement invité par Nobunaga à visiter le château. Après un court séjour à Gifu, Frois vanta le château pour son extraordinaire beauté.

## Un emplacement stratégique
Le château est idéalement situé sur le sommet d'une montagne dominant Gifu et ses environs, ce qui en a fait à la fois un lieu stratégique, mais aussi un lieu difficile à défendre parce qu'il n'y a autour du château aucune source. Pour y remédier, quatre trous ont été creusés dans la roche pour recueillir l'eau de pluie ainsi que de faibles suintements. On peut encore voir l'un de ces trous, à usage exclusivement militaire, près du château.

## Site touristique
Le château actuel est une construction en ciment réalisée en 1956. Les visiteurs peuvent y accéder en escaladant les nombreux sentiers du mont Kinka ou en empruntant le téléphérique. La plate-forme d'observation offre une vue panoramique sur la plaine, la rivière Nagara et Nagoya. À certaines dates, l'accès au château est possible la nuit, offrant une vue particulière de la ville.
Sous le niveau supérieur se trouvent trois étages aménagés en musée ; avec en particulier des armures et de nombreuses armes comme des arcs, des lances, des armes de ninjas comme les shuriken. Le musée proprement dit se trouve dans un petit bâtiment annexe : il présente principalement des objets de la vie quotidienne (vaisselle) et des instruments de musique.
La reconstruction du château est un site Japan Heritage depuis 2015.